# Khedivat Ägypten
Das Khedivat Ägypten oder Chedivat Ägypten (osmanisch خديويه مصر Hidiviyet-i Mısır, modernes türkisch Mısır Hidivliği, arabisch خديوية مصر [xedeˈwejjet ˈmɑsˤɾ]) war als Unterstaat des Osmanischen Reichs 1867 gegründet worden und existierte in dieser Form bis zum Beginn des Ersten Weltkriegs.

## Geschichte
Ägypten wurde 1517 durch das Osmanische Reich erobert. Unter Muhammad Ali Pascha, der ab 1805 Gouverneur von Ägypten wurde, erreichte das Land eine relative Unabhängigkeit. Er und seine Nachfolger konnten unter osmanischer Oberherrschaft eine gewisse Selbständigkeit erringen. Die Angehörigen der Dynastie des Muhammad Ali führten den Titel eines Khediven seit 1867. Durch den Titel eines Khediven, anstelle eines Wali, sollte die nominelle Oberhoheit des Osmanischen Reichs über das faktisch unabhängige und zunehmend unter den Einfluss der europäischen Großmächte (vor allem Großbritanniens) geratene Ägypten zum Ausdruck gebracht werden.
Nach dem Tode seines Onkels Muhammad Said am 18. Januar 1863 war Ismail Pascha zum Wali Ägyptens proklamiert worden. Er bekam 1867 nach längeren Verhandlungen und gegen die Verdoppelung des Tributs an das Osmanische Reich von Sultan Abdülaziz den erblichen Titel Khedive verliehen. Der Staat war zwar autonom, aber gegenüber der osmanischen Zentralregierung in Konstantinopel tributpflichtig. 1869 eröffnete Ismail den Sueskanal. 1875 war Ägypten faktisch bankrott. Auf Betreiben der europäischen Mächte wurde Ismail am 26. Juni 1879 vom türkischen Sultan wegen Verschwendung zur Abdankung gezwungen. Sein Amt übernahm sein Sohn Tawfiq (auch „Tewfik“ geschrieben), der sich den Wünschen der Mächte gegenüber willfähriger zeigte.
Gegen die bereits Ismail aufgezwungene internationale Finanzkontrolle des Landes entwickelte sich 1881 die nationalistische Urabi-Bewegung. Diese wendete sich gegen den beherrschenden europäischen Einfluss und die autokratische Regierung der Khediven. Tawfiq wandte sich an Großbritannien, das 1882 Ägypten im Zuge des Anglo-Ägyptischen Krieges besetzte und die Bewegung niederschlug. Das Land blieb auch nach der Niederschlagung der Bewegung besetzt. Die Britische Herrschaft in Ägypten wurde durch den Generalkonsul vertreten, der als Berater des Khediven der tatsächliche Herrscher des Landes war. Ägypten war faktisch ein britisches Protektorat. Im Jahr 1885 ging die Herrschaft über den Sudan durch den Mahdi-Aufstand verloren. Das sogenannte Kalifat von Omdurman existierte 15 Jahre und wurde 1898 durch eine anglo-ägyptische Streitmacht unter dem Sirdar der ägyptischen Armee, Horatio Herbert Kitchener, in der Schlacht von Omdurman zerstört. Nach der Rückeroberung des Sudan wurde 1899 ein britisch-ägyptisches Kondominium errichtet.
Nach dem Kriegseintritt des Osmanischen Reichs auf deutscher Seite in den Ersten Weltkrieg am 1. November 1914 und der anschließenden Ausrufung des britischen Protektorats über Ägypten wurde der seit 1892 regierende Abbas Hilmi II. abgesetzt und der Titel seines Nachfolgers in „Sultan“ geändert, um durch den Titel die Lösung Ägyptens vom Osmanischen Reich zu verdeutlichen. Das Khedivat ging im Sultanat Ägypten auf. Ab 1922, nach der Deklaration der Unabhängigkeit Ägyptens, trugen die Herrscher den Titel „König“ (arabisch Malik).

## Khediven von Ägypten
- Ismail Pascha (1867–1879)
- Tawfiq (1879–1892)
- Abbas Hilmi II. (1892–1914)